# Пашков, Павел Павлович (государственный деятель)
Павел Павлович Пашков (7 ноября 1941, Симферополь — 1 декабря 2024, Симферополь) — советский партийный деятель, первый секретарь Евпаторийского горкома Коммунистической партии Украины (1980—1986). Заместитель председателя правительства АРК (1991-1994).

## Биография
Родился 7 ноября 1941 года в Симферополе. Окончил Симферопольский техникум пищевой промышленности (1960). 
1960—1961 — в Советской Армии. апрель — октябрь 1962 года — техник-конструктор СКБ, г. Симферополь. 1962—1963 служба в Советской Армии, г. Ахалцихе, Грузинская ССР, 1963—1964 старший техник-конструктор СКБ, г. Симферополь. 1964—1973 в июне — октябре 1964 года — инженер-конструктор, старший инженер-конструктор; в 1964—1973 гг. — руководитель группы, начальник конструкторского отдела на Симферопольском заводе пластмасс. Закончил Новочеркасский политехнический институт (1972) .
1973—1974 инструктор промышленно-транспортного отдела Симферопольского горкома КПУ. 1974—1980 инструктор, заместитель заведующего промышленным отделом Крымского обкома КПУ. Окончил Высшую партийную школу при ЦК Компартии Украины. В 1980—1986 годах первый секретарь Евпаторийского горкома КПУ. В 1986—1990 заведующий отделом легкой промышленности и товаров народного потребления, с 1988 г. заведующий социально-экономическим отделом Крымского обкома КПУ.
С сентября 1990 по март 1991 заместитель председателя Крымского облисполкома. С марта 1991 по май 1994 года заместитель председателя правительства Республики Крым.
1995—1997 заместитель генерального директора производственной фирмы «КрымавтоЗАЗсервис». 1997—2006 директор ООО «Свитязь-94». С 2006 года председатель ООО «Коммуналсервис Чайка».
Умер 1 декабря 2024 года.

## Награды
- Почетный граждан Евпатории (27 октября 2006)[1].